# シャイニング・ティアーズ
『シャイニング・ティアーズ』（Shining Tears）は、2004年11月3日にセガから発売されたPlayStation 2用のゲームソフト。新・シャイニングプロジェクト第2弾。キャラクターデザインはTony。
通常版の他にセガダイレクト専売のDXパック版があり、DXパックではテレカ2枚を収めが額縁とソフトと額縁を収納できる収納ボックスが入っている。また、セガダイレクトでは両版に購入特典としてメモリーカード用シールが付いた他、一般店舗でも予約特典としてCMや様々なムービーの入ったDVDがあった。
また、2007年4月から、チバテレビ他、U局ネットにて『シャイニング・ティアーズ・クロス・ウィンド』の題名でTVアニメ版が放映されている。

## ゲームシステム
「“2”対“多数”」の構図が特徴的なバトルシステム。

### 戦闘
ステージに登場する味方はプレイヤーキャラとパートナーの二人で、それぞれ得意な分野を生かした戦法で大群をなぎ倒していく。通常、プレイヤーキャラは強制的に主人公「シオン」になるが、ある特殊な条件下ではシオン以外をプレイヤーキャラとして操作することも可能。
戦闘中の行動は「通常攻撃」、「シングル技」、「リンク技」、「特殊技」に分けられる。
通常攻撃
○ボタンで出すことの出来る通常技。SP（他作品でいう“MP”）を消費しない物理攻撃。
シングル技
パートナーとの協力を必要としない個人技。○ボタン長押しで溜め、離した瞬間に放つ。SPの消費が少ないのが利点だが、攻撃範囲が狭いことが短所。シオンは4種類、他のキャラは2種類ずつ習得する。
リンク技
パートナーによって効果が変わる協力技。範囲攻撃が多く、威力も高いが、硬直が長めでSPの消費も多いのが難点。シオン以外のキャラが4種類ずつ習得する（パートナーがシオンの場合にも一応隠しリンク技を使用することが可能）。
特殊技
ラッシュ（一方向にダッシュ）中の「ラッシュ技」と、ロック（リンク技までのつなぎ）中の「ロック技」の総称。各キャラ一種類ずつ習得する。スキルレベルは上げられない。

### 成長
レベルが1上昇するごとに、「ステータスポイント」と「スキルポイント」を得ることが出来る。
ステータスポイントはレベル1ごとに3ポイントずつ入手し、筋力（攻撃力に影響）、器用（命中率、回避率に影響）、知力（魔法力、SPに影響）、体力（防御力、HPに影響）に自由に割り振ることが出来る。能力値は装備品の装備条件にも関わるため、「必要ない」と感じる項目にもある程度割り振る必要がある。スキルポイントはレベル1ごとに1ポイントずつ入手し、各キャラが10種類ずつ持つ各種スキルに自由に割り振ることが出来る。割り振り方で主に後半の難易度が大きく変わるため、軽視できない項目である。

## キーワード
双竜の指輪（そうりゅうのゆびわ）
主人公の持っているペアリング状の指輪。1つは主人公が指にはめていて、何故か外れない。もう1つをパートナーとなった者が装備することになる。装備する者に合わせて大きさや性能が変化し、パートナーのタイプによって主人公の見た目と性格、戦闘時の能力が変化する。
かつて、とある国にいた2人の騎士がこの指輪を身に付け、力を合わせて「双竜の騎士」と呼ばれる英雄にまでなったが、一方の騎士が力に魅入られてもう一方の騎士を殺し、指輪を奪って力を独占しようとするも、いざ指輪をはめた途端その肉体は大きすぎる力に耐えられずに崩壊して砂へと化したという伝説がある。
四勇者（よんゆうしゃ）
作中の17年前の戦いで世界を救った英雄。神弓のクピード、聖騎士ケイロン、賢者アスクレイ、大魔導師ゼノヴィアの四人。

### 地理
夢幻大陸エンディアス
様々な種族が共存する世界。本作ではそのうちの「ヴァレリア地方」が舞台となる。2007年5月17日発売の関連作品『シャイニング・ウィンド』では、エンディアスの「リーベリア地方」を舞台としている。
シルディア
ヴァレリア地方の都市国家。三重の城壁は「獅子のたてがみ」と言われる。国主はバルボア。国の防衛組織として「遊撃騎士団ヴァイスリッター」が存在するが、長年平和な世が続いて団員の戦闘力には不安が残る。反面、人間やドワーフ、獣人族間の交流により経済力は高い。
聖王国ルーンベール（ルーンガイスト帝国）
シルディアの東にある国。第2王子ガラハッドのクーデターによって国王が幽閉されてからは「ルーンガイスト帝国」と名称を変更し、シルディアへと攻め込む。人間の王族と、これに仕えるケンタウロス族の聖騎士団によって統治されている。
百獣連合王国ベスティア
シルディアの北にある獣人の国。
エトワール神殿
ベスティアの特別自治領。神竜をまつっている。
フォンティーナ
シルディアの南にあるエルフの国。
ビーストクォーター
人間と獣人のハーフ。人間でも獣人でもないことから、好ましくない扱いを受けることがしばしばある。

## キャラクター

### 遊撃騎士団ヴァイスリッター
シオン・マグス
声：保志総一朗
年齢：17歳 性別：男 種族：人間 ソウル：陰or陽
本作の主人公。
やや頼りなさげな性格。伝説上の存在でしかなかった「双竜の指輪」を所持していた少年。指輪の力により、「陰」の場合は攻撃的且つ好戦的、「陽」の場合は冷静沈着で礼儀正しい性格へと変わる。作中、目を覚ましたときにはシルディアの海岸に打ち上げられ、記憶を失っていた。指輪の力を利用してルーンガイスト帝国の侵攻に対抗し、やがて世界を救う戦いへと身を投じてゆく。装備品は剣。
主に雷系統の魔法、剣技を使用する。全ての能力において偏りなく非常にバランスが取れており、主人公にふさわしい戦闘能力といえる。陰の場合は前衛、陽の場合は後衛として活躍できるオールラウンドなキャラクター。
彼の正体は、かつての四英雄の一人「大魔道士ゼノヴィア（声：陰山真寿美）」と、四英雄の戦友であった故人「マキシマ」の息子。ストーリー後半でゼノヴィアを救出し、記憶を取り戻す。
エルウィン
声：広橋涼
年齢：117歳 性別：女 種族：エルフ ソウル：陽
弓の扱いを得意とするエルフの少女。
堅苦しいことを嫌う性格の持ち主。ある日海岸で打ち上げられたシオンを発見し、それを勇者亭で報告する。シオンが回復するまで使用していた宿の代金を請求され、仕方なく宿で働くことを決意し、シオンにまで手伝わせた。装備品は弓。
弓を使用した支援攻撃を得意とする。命中率、回避率が高く、さらにスキルでも上げられるため、威力は低いものの堅実にダメージを与えることが可能。
彼女の正体は、クピードの真似をして退屈なエルフの生活と、エルフの国「フォンティーナ」から抜け出した王女。彼女の弓は、弓を弾けなくなったクピードから直接貰ったもの。
本名：エルウィン・ラナ・シルフィス。
リュウナ
声：神田朱未
年齢：17歳 性別：女 種族：人間 ソウル：陽
エトワール神殿の「神竜の巫女」。
長く神殿内で暮らしていたために世間知らず。芯が強く、一度言い出したら聞かない面もある。魔物の襲撃を受けた神殿を救うべく勇者亭に救援を請い、以後シルディアを護るために戦い始める。装備品は杖。
回復や支援効果のある術を行使する、所謂「白魔道士」的なキャラクター。能力値で特筆すべき所は無いが、パーティ内で唯一の回復魔法を使用できる。ダメージソースに期待できないキャラではあるが、アンデッドとの戦闘では彼女のスキルの真価を発揮する。
獣魔王の復活に際して、ベスティア軍の包囲を破ってエトワール神殿に進入。復活した神竜と対面し、シオンの剣を「シャイニングソード」へと強化し、ヴァイスリッターの勝利に貢献した。
ラザラス
声：郷里大輔
年齢：17歳 性別：男 種族：ドラゴニュート ソウル：陽→陰
神竜の巫女リュウナを守護する竜人。
「巫女を護るために生み出された存在」であるため、リュウナを護るためであれば命を投げることも厭わない強靭な覚悟を抱いている。リュウナの意思に従い、ヴァイスリッターに協力する。装備品は斧。
攻撃力、防御力、HPに優れた重戦士タイプ。命中率と回避率は他キャラに劣るものの、前述の能力のおかげで前衛ではトップクラスの働きが期待できる。炎属性への耐性も優れており、魔法攻撃に打たれ弱いとは必ずしもいえない。豪快な動きの技で敵集団をなぎ払う。
闇の仮面から主人公達を護るため、ストーリー中盤で自爆攻撃を敢行する。一度はパーティから離脱するが、秘密裏にリュウナが行っていた復活の儀式により生き返り、やはり闇の仮面から主人公達を護るために戦列に復帰する。またこれに伴い、ソウルが陽から陰へと変わる。
ブランネージュ
声：林原めぐみ
年齢：17歳 性別：女 種族：人間 ソウル：陰
ヴァイスリッターに所属する魔道士。通称「氷刃の魔女」。
常に他人を疑うような態度をとる。他人との接触は少ない。ヴァイスリッターに以前から所属していた魔道士で、ルーンガイスト襲撃時に団長以外で唯一残った団員。装備品は杖。
圧倒的な魔法力と、威力の高い氷属性の魔法で集団を纏めて倒す魔道士。攻撃力、防御力、HP等は極めて低く、接近戦には全く向かないタイプといえる。リンク技は使い勝手の良いものが多く、威力も高いためにダメージソースとしては非常に優秀。
ヴォルグ
声：増谷康紀
年齢：45歳 性別：男 種族：ウルフリング ソウル：陰
ヴァイスリッターの団長。
普段は酒場「勇者亭」のマスター。しかし実際は、数多の歴戦を潜り抜けてきた狼獣人の戦士。指揮官として、リーダーとして、ルーンガイストの侵攻に対抗して采配を振る。
機敏な動きで敵を翻弄するスピードタイプの戦士。その分HPや防御力には不安が残り、囲まれると打たれ弱い前衛。ラッシュ技は元の機敏さをさらに助長させるタイプのもので、そのスピードはパーティ内随一。装備品はクロー。
ヴァイスリッターに所属する以前は獣人の王国「ベスティア」の戦士の一人だった。獣王十二将とも知り合いで、ディオクレスとは親友ともいえる仲。マオの育ての親でもあるが、彼女との会話は親子というよりは年の離れた兄と妹のような感じ。
マオ
声：野中藍
年齢：17歳 性別：女 種族：ビーストクォーター ソウル：陰→陽
猫獣人と人間のハーフ。くの一。
明るい性格で、ヴァイスリッターのムードメーカー的存在。ヴォルグとは以前から面識があるようだ。シルディア国主バルボア配下の隠密だったが、ルーンガイストの侵攻に際してヴァイスリッターに戻り、共に戦っていく。装備品は短剣。
持ち前のスピードに併せ、瞬間移動やすり抜け移動など忍者ならではの技術を利用するトリッキーな前衛。炎属性の技を多用する。ラッシュ技「幻影脚」の性能で、リンク技をメインに戦っていける使い勝手の変わったキャラクター。
自分と既に亡き母親を見捨てた父親を探すため、ガラハッドのスパイになり交換条件としてヴァイスリッター関連の情報を流していたが、ガラハッドの卑劣さとシオン達への罪悪感からスパイを辞める。実は、父親は百獣連合王国ベスティアの王ディオクレスで、輝く「黄金のたてがみ」を持つ、正統なベスティアの王女。その事実を知り、なおかつディオクレスに対する長年の誤解が解けた結果、彼女のソウルは陰から陽へと変わった。
カイネル
声：神奈延年
年齢：19歳 性別：男 種族：人間 ソウル：不明
東の国からやってきたサムライ。
武士道精神を持ち、曲がった考えや姑息な手段を悉く嫌う性格。ストーリー中で幾度と無く主人公達と対峙し、刃を交える最強のライバル。装備品は刀。
前衛として申し分の無い性能を発揮するバランスのとれた前衛。通常攻撃の攻撃力及び攻撃範囲が広く、SPを節約しつつ安定して攻撃できる。シングル技やリンク技の性能は低め。
彼の正体は、東の国へ剣の修行に赴き、戦乱を聞きつけて帰ってきた敵国ルーンガイストの王子。本名：カイネル・フランベルジュ・ガルディニアス。弟ガラハッドそして祖国の犯した罪への責任から王子たる自分は死んでも仕方がないと考えていたが、妹であるブランネージュに促され、世界を救うべく主人公達と共に戦うことを決意する。
クピード
声：野島健児
年齢：?歳 性別：男 種族：エルフ ソウル：不明
かつての四英雄の一人。神弓。
エルフにしては開放的な考え方を持つ青年。耳は髪に覆われ隠れている。ある日突然、メイプルを引き連れて勇者亭に現れる。装備品は竪琴。
弓としても使える特殊な竪琴で、遠距離からの攻撃と魔法を得意とする、典型的なエルフの戦闘スタイル。音符の発射速度が遅いのが難点。器用貧乏な感が否めないキャラクター。
フォンティーナから抜け出した彼は、エルフの若者の憧憬対象となる一方、批判の対象ともされていた。一度は弓を弾くことを諦めた彼だったが、闇の仮面の正体に感づき、彼女を救うために再び武器をその手に取る。ブランネージュを暗殺から救い、カイネルにルーンベール改めルーンガイストの政変を知らせ、兄妹を導いた。

### ヴァイスリッター関係者
ピオス
声：三浦祥朗
年齢：31歳 性別：男 種族：人間
ヴォルグの旧友にして、「勇者亭」に居候している医者。シオンの治療を行う。医学に限らずあらゆる知識に通じていることから、ルーンガイストの侵攻に際して軍師的な役割を担うことに。
本名アスクレイ・ピオス。かつての四英雄の一人。賢者。17年前の戦いでは知力面だけでなく魔法にも秀でていたが、重傷を負い、魔力を失っている。戦後は自分は自ら賢者だと名乗るような、愚かな事はしないと決めて（恐らくは、英雄として特別視されることを嫌って）アスクレイの名を使わなくなった。
メイプル
声：林原めぐみ
年齢：?歳 性別：女 種族：ピクシー
クピードと常に行動を共にする「自称従者」の妖精。クピードの影響か、活発な物言いをする。

### シルディア
バルボア
シルディアの国主。商才・内政に優れシルディアを大いに発展させたが、ルーンガイストの侵攻に際しては自己保身を優先させる、軍事的才能には乏しい人物。
エルアラメイン
北フォンティーナ公。エルフの国フォンティーナにおいて、シルディアと地理的に近いフォンティーナ北部の領主。多種族との交流を嫌うエルフの典型。エルウィンの叔父でもある。

### ルーンガイスト帝国
ガラハッド
声：菅沼久義
ある時期から狂気的な性格に変貌し、人を躊躇無く殺すようになってしまったルーンガイストの王子。古代技術の産物など、珍品を収集するのが趣味。科学の力を妄信し、機械兵器を利用して幾度と無く主人公達の前に立ちはだかる。
ケイロン
声：私市淳
かつての四勇者の一人。聖騎士。ケンタウロス族で、圧倒的な機動力と力強さで広くその名を知られる。四勇者としての功績と実力から、ルーンベール聖騎士団団長の地位にあったが、ガラハッドのクーデター以降は彼の命によりシルディア侵攻に駆り出される。

### 百獣連合王国ベスティア
ディオクレス
声：銀河万丈
ベスティアを治める国王。ライオンの姿をした獣人で、獅子王とも呼ばれる。獣王十二将からも恐れられるほど、武人としても一流の能力を持つ。
かつて、獣人でありながら王の玉座を捨てる覚悟で、人間の女性を真剣に愛していたが、彼女がそれを恐れるあまり身を退いたことで結局は王としてベスティアに残った。しかし、今もなお彼女への愛と、愛の結晶でもある娘マオへの思いは消えていない。
ビビ
声：川津泰彦
獣王十二将の一人。スケイブン（ネズミ獣人）。「忍者マスター」の呼び名にふさわしい、素早い身のこなしと手裏剣殺法の達人。平時は密偵として情報収集に努めている。
バクート
獣王十二将の一人。カラス天狗のような姿をした鳥人。飛行能力と情報分析・判断力に優れていることから伝令係を任されている。危険な情報も扱うため、「死の伝達者」という異名もある。
本作の続編シャイニング・ウィンドに登場するジンクロウの兄。
バラーハ
声：今村直樹
獣王十二将の一人。イノシシの姿をした獣人。その外観と、槍の名手として武勲を挙げてきた勇猛さから「ベスティアの黒い牙」とも呼ばれる。
ビャッコ
声：今村直樹
獣王十二将の一人。白い虎の姿をした獣人。二刀流の達人であるサムライ。ヴォルグの親友でありかつては「ベスティアの双璧」と呼ばれ、ヴォルグがベスティアを去った以降は「剣聖」の異名を持つ。
ダイン
声：徳山靖彦
獣王十二将の一人。牛の姿をした獣人。巨大な斧と振るい、頑丈な鎧を着こなす屈強かつ巨大な肉体の持ち主。その攻守ともに優れた実力から「ベスティアの黒い盾」と呼ばれる。
エゼキエル
ベスティアの軍師。羊の姿をした高齢の獣人。ありとあらゆる知識に通じる頭脳の持ち主。
かつて、ピオスが師事していた人物。ピオスをして、「先生に比べれば、自分は大したことは無い」とまで言わせた。
アーサー
ベスティアの黒騎士。ケンタウロス族で、黒騎士団を率いる。獣王十二将ではないが、彼らに勝るとも劣らない存在。
時間軸上続編に当たるシャイニング・ウィンド・クロスでは、獣王十二将の人馬魔道騎士へと昇格した。

## 主題歌
オープニングテーマ
- 『Shining Tears』 歌：保志総一朗 作詞：近藤ナツコ 作曲/編曲：たかはしごう

## 関連商品

### 漫画作品
『ガンガンパワード』（スクウェア・エニックス）に、2006年No.1から2008年No.10まで連載された。作画は神田晶。単行本は全3巻（ガンガンコミックス）。
1. 初版発行：2007年1月22日、ISBN 978-4-7575-1831-5
2. 初版発行：2007年9月22日、ISBN 978-4-7575-2083-7
3. 初版発行：2008年3月22日、ISBN 978-4-7575-2222-0

シャイニング・ティアーズ コミックアンソロジー
アンソロジー（一迅社、DNAメディアコミックス、2005年）

### 小説
シャイニング・ティアーズ
著：加納新太（ファミ通文庫）
- シャイニング・ティアーズ 神竜の剣 ISBN 4757726236
- シャイニング・ティアーズ 双竜の騎士 ISBN 4757722427
- シャイニング・ティアーズ to ウィンド 姫君たちの冒険 ISBN 475773509X

### 設定資料集
シャイニング・ティアーズ ビジュアル設定資料集
編集：エンターブレイン ファミ通書籍編集部  ISBN 4757722346 ISBN 978-4757722347
トニーズアートワークス フロムシャイニングワールド
著：Tony、編集：エンターブレイン ファミ通書籍編集部  ISBN  4757748183 ISBN 978-4757748187

### 音楽CD
シャイニングティアーズ ミュージックコレクション
レーベル: WAVEMASTER ASIN B000GCFJ76
Shining Tears （シャイニング・ティアーズテーマソング）
アーティスト：保志総一朗
レーベル: キングレコード ASIN B000657PHK

### ドラマCD
シャイニング・ティアーズ ドラマCD Vol.1 Side 陰 ~ Memories and departure ~
出演：保志総一朗,林原めぐみ,神奈延年,菅沼久義, 野中藍,他
収録リスト：
レーベル：WAVEMASTER 　ASIN B000GCFJ8K
シャイニング・ティアーズ ドラマCD Vol.2 Side 陽 ~ 勇者亭繁盛記<お金と料理と友情と>~
出演：保志総一朗,林原めぐみ,神奈延年,菅沼久義, 広橋涼,他
収録リスト：
レーベル：WAVEMASTER 　ASIN B000GCFJ8U

### フィギュア
エルウィン
- 1/8スケール メーカー：プレジデントジャパン　ASIN B001QTWSEK
- 水着ver. 1/7スケール メーカー：Max Factory　ASIN B000GCDJU0

ブランネージュ
- 1/8スケール メーカー：プレジデントジャパン　ASIN B000N96YGW
- 1/8スケール メーカー：壽屋　ASIN B000RO0A2C
- 水着ver. 1/7スケール メーカー：Max Factory　ASIN B000H165J2
- 1/7スケール メーカー：オーキッドシード　ASIN B007JS05FQ

リュウナ
- 1/8スケール メーカー：プレジデントジャパン　ASIN B000OKLG1S
- 水着ver. 1/7スケール メーカー：Max Factory　ASIN B000MXHHDI

マオ
- 1/8スケール メーカー：プレジデントジャパン　ASIN B000OKQ4BK
- 水着ver. 1/7スケール メーカー：Max Factory　ASIN B000NN5PAE

メイプル
- 1/8スケール メーカー：プレジデントジャパン　ASIN B0017TCL4G